# ドルニエ Do 27
ドルニエ Do 27
ドルニエ Do 27
- 製造者：ドルニエ、CASA
- 初飛行：1955年6月27日

ドルニエ Do 27（Dornier Do 27）は、西ドイツの航空機メーカーのドルニエ後のDASAドルニエ、フェアチャイルド・ドルニエで製造された古典的な高翼配置、尾輪式固定脚のSTOL（短距離離着陸）単発多用途機である。

## 概容
Do 27の開発は、元々スペイン軍の軽多用途機の要求から設計されたDo 25から始まった。
Do 27は4座から6座で元々の試作機は1955年6月27日にスペインで初飛行した。最も多数生産された機体は西ドイツで製造され、1956年10月17日に初飛行した。残りの50機はスペインのCASA（Construcciones Aeronauticas）でCASA-127として製造された。
西ドイツ空軍と西ドイツ陸軍は合計428機のDo 27AとDo 27B（複操縦装置付）を注文した。
Do 27Q-5として知られる後のモデルは基本的な要目は同じであるが、より広いトレッドの主車輪を持っていた。他にも双フロート付のDo27S-1や強力なエンジン（340 hp ライカミング GSO-480-B1B6）と3枚ブレードのプロペラを付けたDo27H-2があった。
西ドイツとスペインでの軍事運用に加えて、他国での軍事や民間での使用のために数機が製造された。
Do 27は第2次世界大戦 後に西ドイツで初めて量産された航空機として知られる。この機体は比較的広く快適なキャビンと狭い敷地での良好な性能が評価されている。

## 派生型

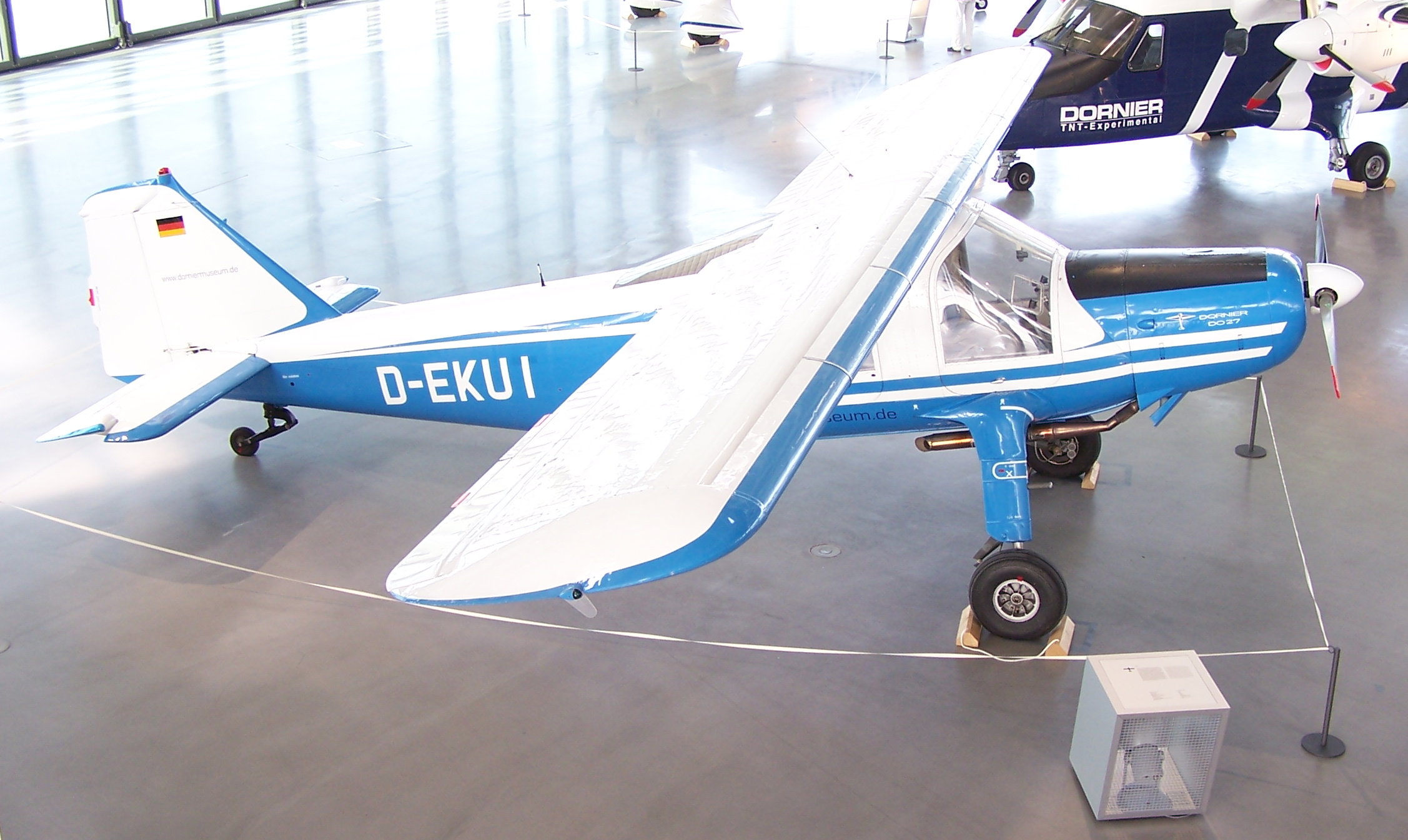

- Do 27A : 5座 単発 STOL 多用途輸送機
- Do 27B : 複操縦装置付
- Do 27H : 民間または軍事用モデル、340hp (254 kW) アブコ ライカミング GSO-480 エンジン
- Do 27Q-5 : 6座民間用モデル
- Do 27Q-5(R) : Do 27Q-5の限定カテゴリー（Restricted category）モデル
- Do 27Q-6 : Do 27Q-5に準ずるモデル
- Do 27S : 水上機モデル、試作機1機のみ製造。
- Do 27T : チュルボメカ アスタゾウ II ターボプロップ エンジンを装備した試作機、1機のみ製造

## 運用（軍事）
- アンゴラ
- ベルギー
- ベリーズ
- ブルンジ
- コンゴ共和国
- ドイツ
- ギニアビサウ

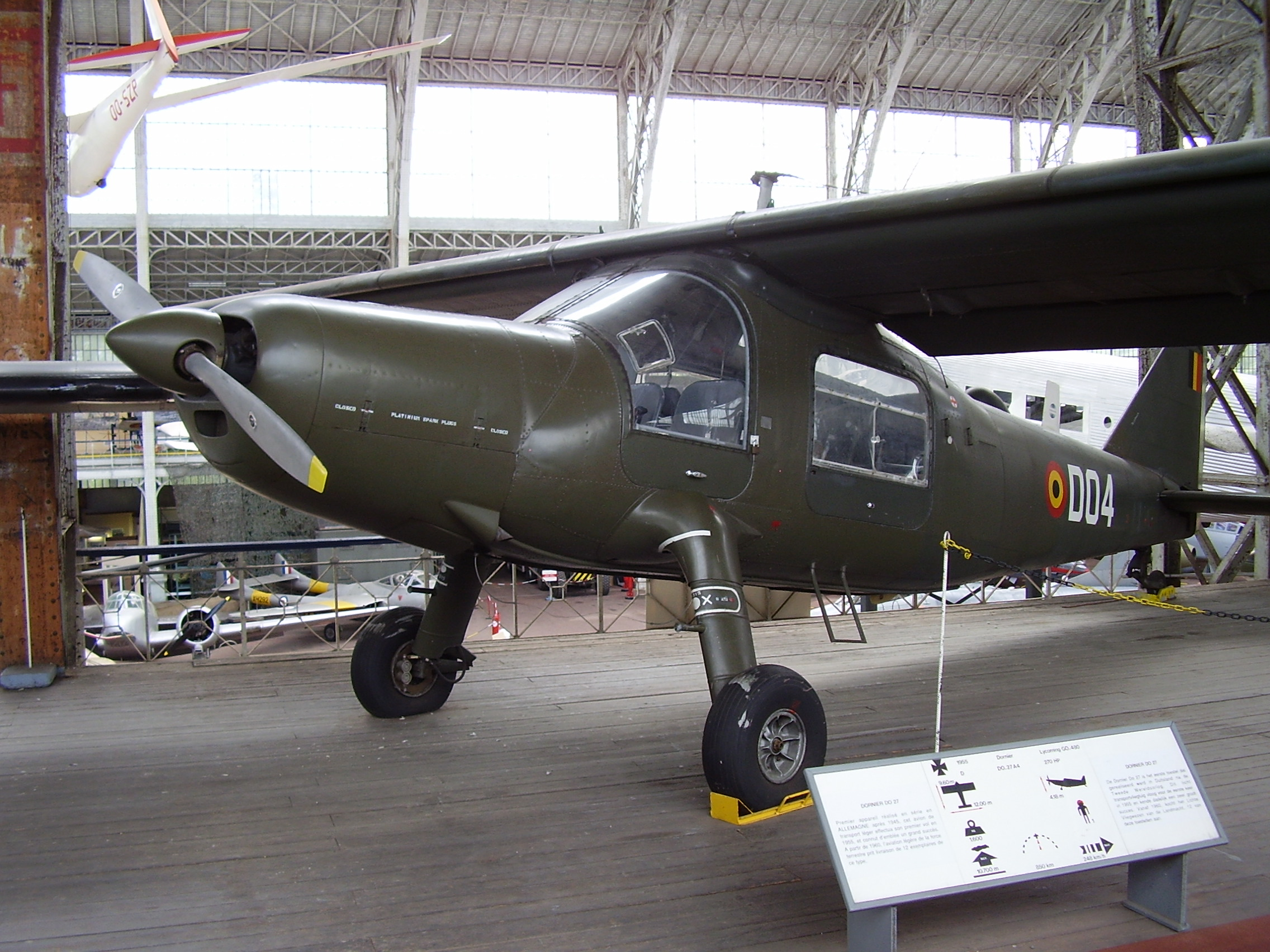

- イスラエル - 第100飛行隊で観測機として運用された。
- ナイジェリア
- ポルトガル - ポルトガル植民地戦争において、観測機として使用された。
- ルワンダ
- スペイン
- スーダン
- スウェーデン
- スイス
- トルコ

## 要目
（Do 27 Q-5）
- 全長：9.60 m (31 ft 6 in)
- 全幅：12.00 m (39 ft 5 in)
- 全高：2.80 m (9 ft 2 in)
- 翼面積：19.40 m2 (208.7 ft2)
- 空虚重量：1,073 kg (2,365 lb)
- 最大離陸重量：1,850 kg (4,080 lb)
- エンジン：ライカミング GO-480-B1A6 レシプロエンジン 1基　270hp
- 超過禁止速度：333 km/h (180 knots, 207 mph)
- 最大速度：232 km/h (125 knots, 144 mph)
- 巡航速度：211 km/h (114 knots, 131 mph)
- 失速速度：74 km/h (40 knots, 46 mph)
- 巡航高度：3,290 m (10,800 ft)
- 航続距離：1,287 km (695 nm, 800 miles)
- 乗員：1名または2名、乗客4名から6名

### 書籍
- Donald, David (Editor) (1997). The Encyclopedia of World Aircraft. Aerospace Publishing. pp. p.341. ISBN 1-85605-375-X
- Green, William. Macdonald Aircraft Handbook. London. Macdonald & Co. (Publishers) Ltd., 1964.
- Jackson, Paul A. German Military Aviation 1956-1976. Hinckley, Leicestershire, UK: Midland Counties Publications, 1976. ISBN 0-904597-03-2.